# Ofo小黄车
ofo是一家2014年创办于北京市的單車租賃公司，是无桩停靠共享单车模式的起源。曾于2016年至2018年盛极一时，今已无法使用。

## 历史
2014年，一位从北京大學博士班退学的学生戴威与他的四位同学聯手创立一個名為ofo的学生项目，ofo的名称来源于一名骑手骑自行车时的形状。他们曾一起研究過如何使用自行车骑行旅游，之後选择共享单车作为商业模型。
ofo最初只在大学校园里提供小范围的短途服务，不允许用户将车骑出校园。
ofo于2015年6月在北京正式发布，在北大校友的支持下到当年10月便拥有20,000名用户和2,000部自行车。2016年，ofo将其业务拓展至中国的其他城市，其宣称截至年底时将投放超过85,000部自行车。2016年9月，公司从小米和滴滴出行中筹集到超过1.3亿美元的资金以帮助其扩展业务。
2016年11月，ofo开始将业务扩展到城市范围。至2018年上半年ofo投放共享单车超过1000万辆，入驻全世界21个国家/地区的250余座城市，拥有逾2亿用户。
在2017年2月的融资轮中，包括投资集团DST全球，網約車產業巨头滴滴出行，以及中信产业基金在内的投资者共投资4.5亿美元。ofo随后开始拓展中国海外业务，首个海外城市于2017年2月落脚新加坡。2017年7月，ofo宣布由阿里巴巴、弘毅投资和中信产业基金筹得700万美元。

### 经营危机
2017年三季度多家共享单车公司跑路，ofo现金流受到质疑。ofo的创建者戴威表示他作为一名放眼全球的商人，对于产业的扩张大于其利润。
2017年時，ofo就被曝充錢容易退款難。ofo也因拖欠物流和自行車供應商貨款而遭到多起诉讼。戴威曾在專訪時表示押金根本不存在於他的「商業模型」中，所以押金他絲毫未動，更沒有用去做投資等。
2018年1月12日，腾讯科技报道ofo手上的现金仅能支撑一个月。随后，ofo小黄车通过官方微博作出回应称，公司资金流非常健康，相关报道是没有任何事实依据的「谣言」，已着手起诉发布报道的腾讯科技。在随后的1月25日，ofo宣布进入韩国市场。
2018年3月13日，ofo宣布完成E2-1轮共8.66亿美元融资。
2018年5月，ofo取消了20余城市的免押金活动。2018年6月15日全面取消信用免押金骑行，消费者押金退还周期也一再延长 。
2018年下半年开始，ofo海外市场大幅缩水。7月撤出美國達拉斯。
8月31日ofo全面退出西雅图市场，并宣布将着手关停澳大利亚业务。此外据媒体新浪报道，ofo还将从印度、以色列、中东、澳洲、德国、美国、西班牙、韩国等8个国家和地区撤出或暂停业务。
2018年10月，ofo在進軍日本和歌山市後7個月後，宣布撤出和歌山市，標誌ofo完全撤出日本。
2018年11月，有大量用户发现押金难退，得不到处理，客服电话忙音，或是即使打通也没能退款。ofo方则以“服务器搬迁”为由以搪塞，且部分城市办公室人去楼空。同年12月，有網友冒充美國人順利拿到押金并收到致歉信。截止12月18日，線上等待退押金人數已達千萬。此外大批要求退押金的用戶聚集ofo北京總部，隊伍从公司五层一直排到了一层的大楼外。
12月19日，ofo董事长戴威发布全员信，表示ofo会“为欠着的每一分钱负责，为每一个支持过的用户负责”。而后在20日，据中国执行信息公开网消息显示，ofo公司和其创始者戴威收到了法院颁出的多条限制消费令，这也意味着戴威纳入了失信被执行人黑名单。
2019年1月1日，ofo的银行账户被冻结。
1月8日上午，海外事業部總經理陳鈺瑄（Jeremy Chen）宣布解散海外部門，要求員工轉職或離職。據受影響員工透露，部門有約50多名員工，陳口頭提出三個遣散方案，包括調職至國內業務部門，直到這年的4、5月只發放一半薪水，屆時才會有賠償方案。公司公关部门回应查询表示属于正常业务调整。
6月17日，天津富士达向ofo追讨2.5亿元，但是根据法院文书显示，ofo已无可执行财产。多名高管包含老闆戴威、联合创始人杨品杰、总经理陈婧、代表人陈正江皆列入失信被執行人名單。
2018年10月底，ofo的总部由理想国际大厦搬到互联网金融中心，2019年9月18日，ofo被曝已搬离此前位于北京中关村的原办公地，去向不明，有人称可能搬到了昌平区或是海淀区牡丹园区域，而在互联网金融中心5层办公的其他公司工作人员表示，ofo是去了朝阳区。
2019年12月初，有消息称，ofo计划裁员逾50%，并且可能计划搬离位于酒仙桥的WeWork办公区。
2020年5月27日，北京市交通委员会发布通知，公示互联网租赁自行车行业2020年第一季度运营管理监督情况。ofo小黄车的运营公司东峡大通（北京）管理咨询有限公司因数据传输中断，已被北京市交通执法总队约谈并立案调查，并要求其限期整改。
2020年8月3日，新浪新闻刊发综合报道《ofo“消失”了，你的99块押金还要得回吗？》，文中提及“从ofo官网、公众号、APP客户端到公司办公地点、供应商……几乎所有公开渠道都无法追寻ofo公司的踪影，ofo仿佛‘人间蒸发’了一般。” 该时点ofo主页（ofo.com）已无法打开，手机APP无法登录（无法获取短信验证码）。
2020年11月，北京市海淀區市場監督管理局對ofo關聯公司東峽大通（北京）管理諮詢有限公司騙取消費者價款的違法行為罰款15萬元人民幣。經催告後，拜克洛克公司仍未履行義務，於是北京市海淀區市場監督管理局申請強制執行。2022年1月裁定，法院准予執行。
2021年7月6日，北京市交通委员会与东峡大通（北京）管理咨询有限公司执行裁定书公开。该裁定书显示，东峡大通（北京）管理咨询有限公司因不退还ofo平台承租人押金被北京市交通委员会约谈，经约谈拒不改正，处以5万元人民币的罚款。该公司未在限定的期限内履行缴纳罚款的义务，被北京市交通委员会向法院申请执行。裁判结果为对原北京市交通执法总队于2020年5月14日作出的京交法（9）字09ZXC2000009《交通行政处罚决定书》准予执行。
截至2021年11月，中國街頭已不再出現ofo的自行車，不過仍有千万用户等待押金的退還。同時ofo推出拉好友帮退押金功能以及好友下单奖励、“充值10元立即退押2.5元”等奖励任务。
2022年12月1日，浙江省杭州市中級人民法院向ofo關聯公司奧佛合盛網絡科技有限公司、立方靈動（北京）數據服務有限公司公告送達借款合同糾紛案件起訴狀副本及開庭傳票。2023年1月，ofo關聯公司東峽大通（北京）管理諮詢有限公司新增一則恢復執行信息，執行標的2276萬餘元人民幣，案由為買賣合同糾紛。 
2023年2月，ofo蘋果和Android客戶端無法登入，而且用戶無法收到驗證碼短信。ofo的小程序提示網絡異常。ofo官方400客戶電話已無法接通。ofo的辦公電話則關機。

## 车型
目前ofo已知至少有12种版本，车架颜色均为黄色，部份細節（如锁扣类型、车轮大小、车胎种类、车架形状等）不同。供应商包括但不限于700bike、凤凰、富士达、吉纳尔、新奥特等。
| 常见车型列表         |          |                         |      |            |                    |                                                                                   |                            |
| 车型名称             | 车型图片 | 车胎                    | 车筐 | 座垫调节   | 供电方式           | 特征                                                                              | 备注                       |
| ofo 2.0              |          | 26寸充气胎              | 无   | 需扳手调节 | 无                 | 依时间顺序全部车型设有机械键盘密码锁、机械拨轮密码锁、电子密码锁或电子蓝牙密码锁  |                            |
| ofo 3.0              |          | 22寸充气胎              | 无   | 可调节     | 无                 | 依时间顺序全部车型设有机械拨轮密码锁、电子密码锁或电子蓝牙密码锁                  |                            |
| ofo 3.1              |          | 24寸充气胎 少数为实心胎 | 无   | 可调节     | 无                 | 依时间顺序全部车型设有机械拨轮密码锁、电子密码锁或电子蓝牙密码锁                  |                            |
| ofo 3.2              |          | 24寸实心胎              | 有   | 可调节     | 无                 | 依时间顺序全部车型设有电子密码锁或电子蓝牙密码锁                                  | 骑行阻力较大               |
| ofo L1               |          | 24寸实心胎              | 有   | 可调节     | 车筐的太阳能电池板 | Z形车架， 全部车型均设有非密码电子锁。                                            | 与骑呗合作。 骑行阻力较大  |
| ofo Curve            |          | 24寸充气胎 少数为实心胎 | 有   | 可调节     | 无                 | 车架由弯曲管道构成， 全部车型均设有密码电子锁。                                   | 与700Bike合作 骑行阻力较大 |
| ofo 3.21“小黄蜂”     |          | 24寸实心胎              | 有   | 可调节     | 无                 | 车座后设有把手、前轮使用鼓刹， 部分车的车轮设有广告板，全部车型均设有密码电子锁。 |                            |
| 未知车型             |          | 24寸实心胎              | 有   | 可调节     | 车筐的太阳能电池板 | V形弯管车架， 全部车型均设有非密码电子锁， 外形类似ofo Bicycle US                 | 骑行阻力较大               |
| 肌肉车               |          | 26寸充气胎              | 有   | 可调节     | 无                 | 沙滩车造型，具备8挡变速功能，全部车型均设有密码电子锁。                           | 骑行阻力较大               |
| 骑记定制版 ofo black |          | 24寸实心胎              | 有   | 可调节     | 无                 | 五辐条轮毂，皮带传动，外形类似摩拜单车， 全部车型均设有非密码电子锁。             | 与骑记合作 骑行阻力较大。  |

## 车锁
所有的ofo单车均以手机扫描二维码或输入车号来解锁，不过使用的锁具有5种，其中2种为普通的机械锁，其余的为电子锁。现时已有较多曾使用机械锁具的ofo更换为密码电子锁。
- 机械键盘密码锁
- 机械拨轮密碼鎖
- 电子密码锁
- 电子蓝牙密码锁，在手机开启蓝牙时可免输入密码，自动开锁。
- 电子非密码锁

## 治理架构

### ofo集团黨委
ofo小黃車的5名創始人全部加入了中国共产党，其中三人在入讀北京大学期間入黨，另兩人則在高中時入党。他們在創立公司初就依照非公有制经济组织中党建相關規定，成立了中共黨支部與黨小組，2016年成立黨支部，到2017年又為公司167名中共黨員成立了黨委，創始團隊五人全部當選黨委委員。截止10月共有中共黨員255人，絕大多數都是公司骨幹。ofo黨委書記兼CEO的戴威在向中央組織部高層和全國党建研究會專家彙報黨建工作時表示，會確保「ofo的發展始終與黨和政府的決策部署保持高度一致」。到2018年6月ofo計劃修改公司章程，以明確黨組織在公司運營的實質領導權，將公司包括人事任免、涉及公共利益等重大事項決策權轉由黨委會掌握。

## 争议

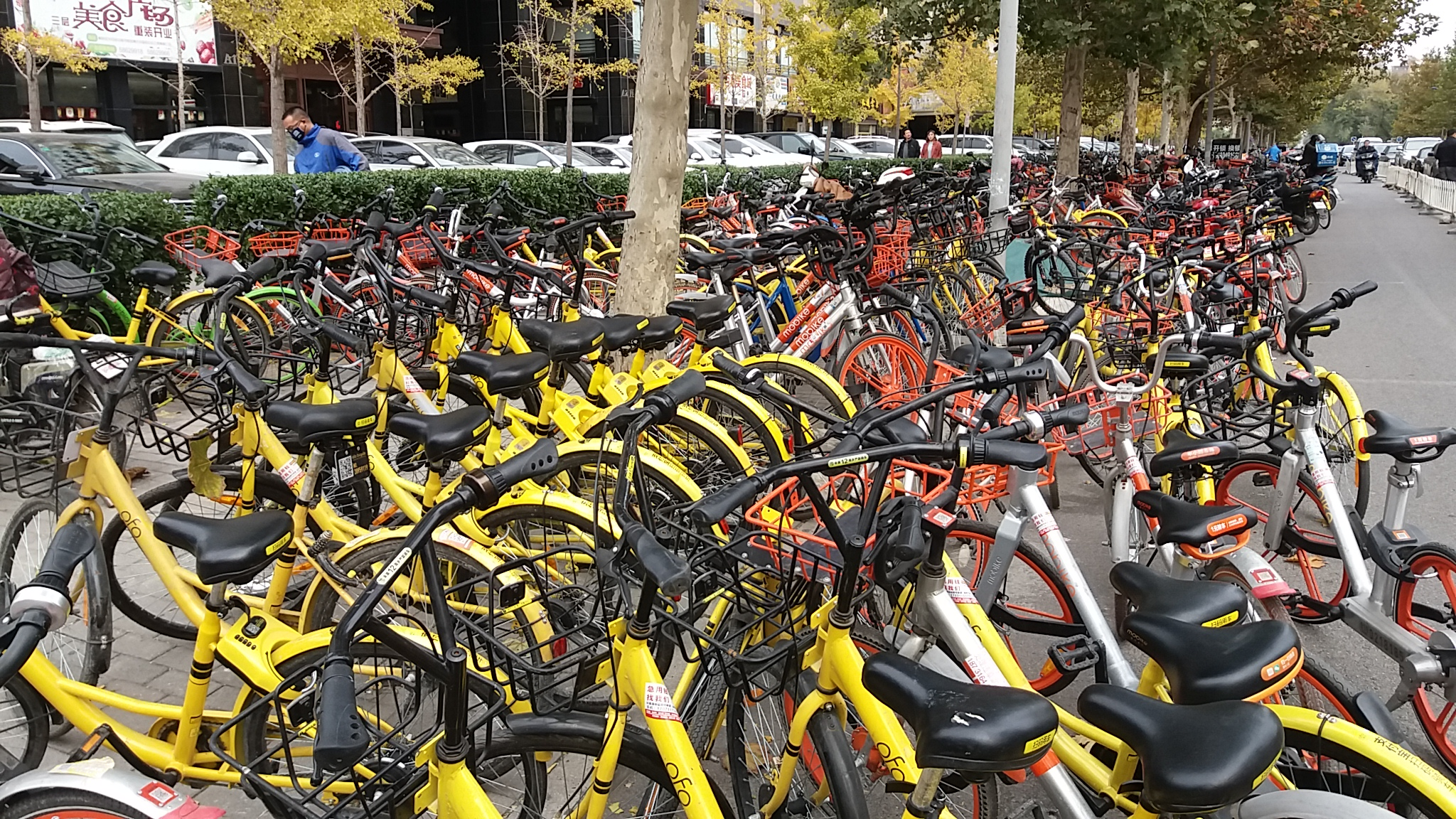
北京东四环大成国际大厦前堵满人行道的ofo自行车

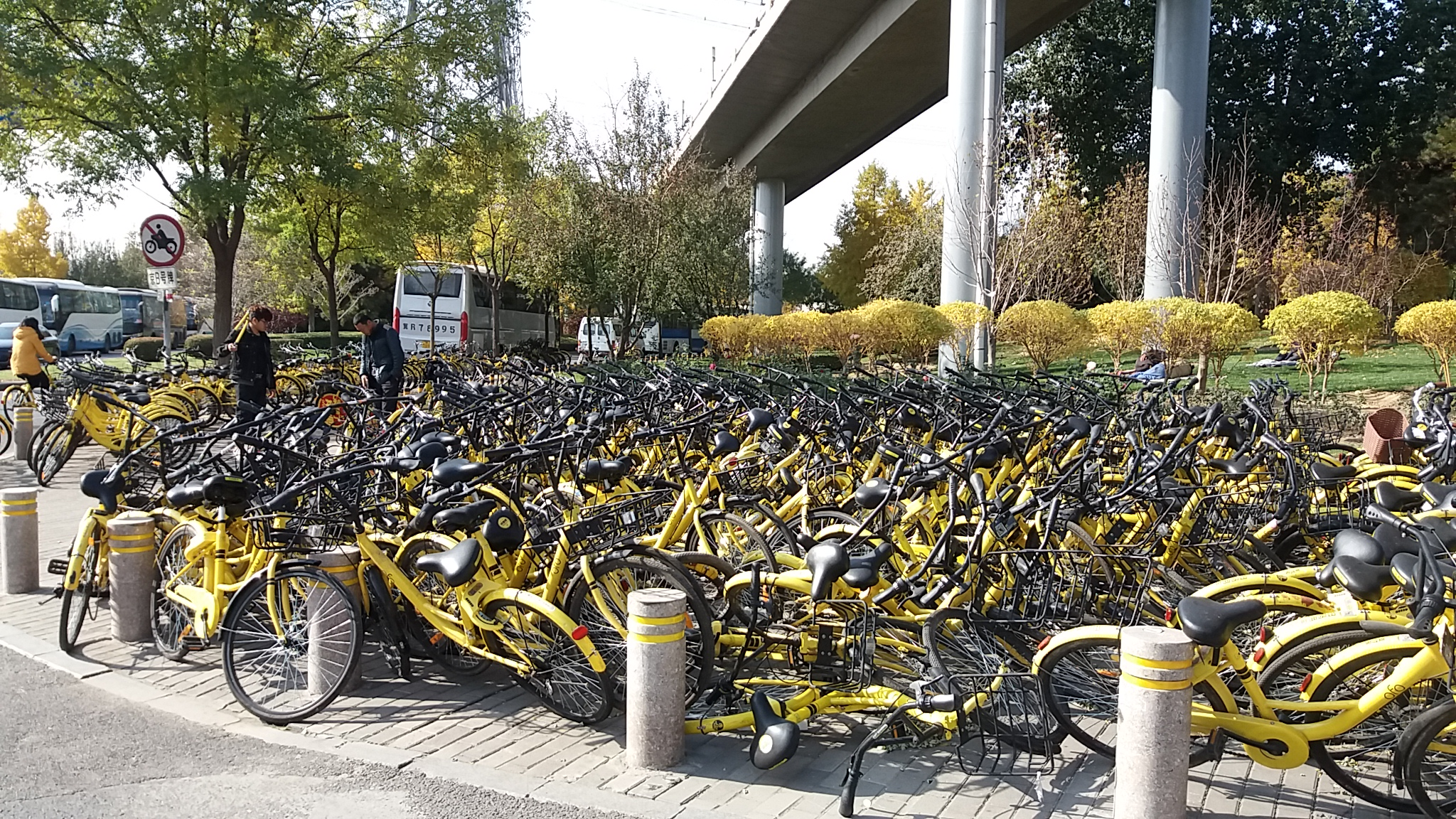
堆满北京四惠桥下十字路口人行道的Ofo黄车

### 堵塞人行道和盲道

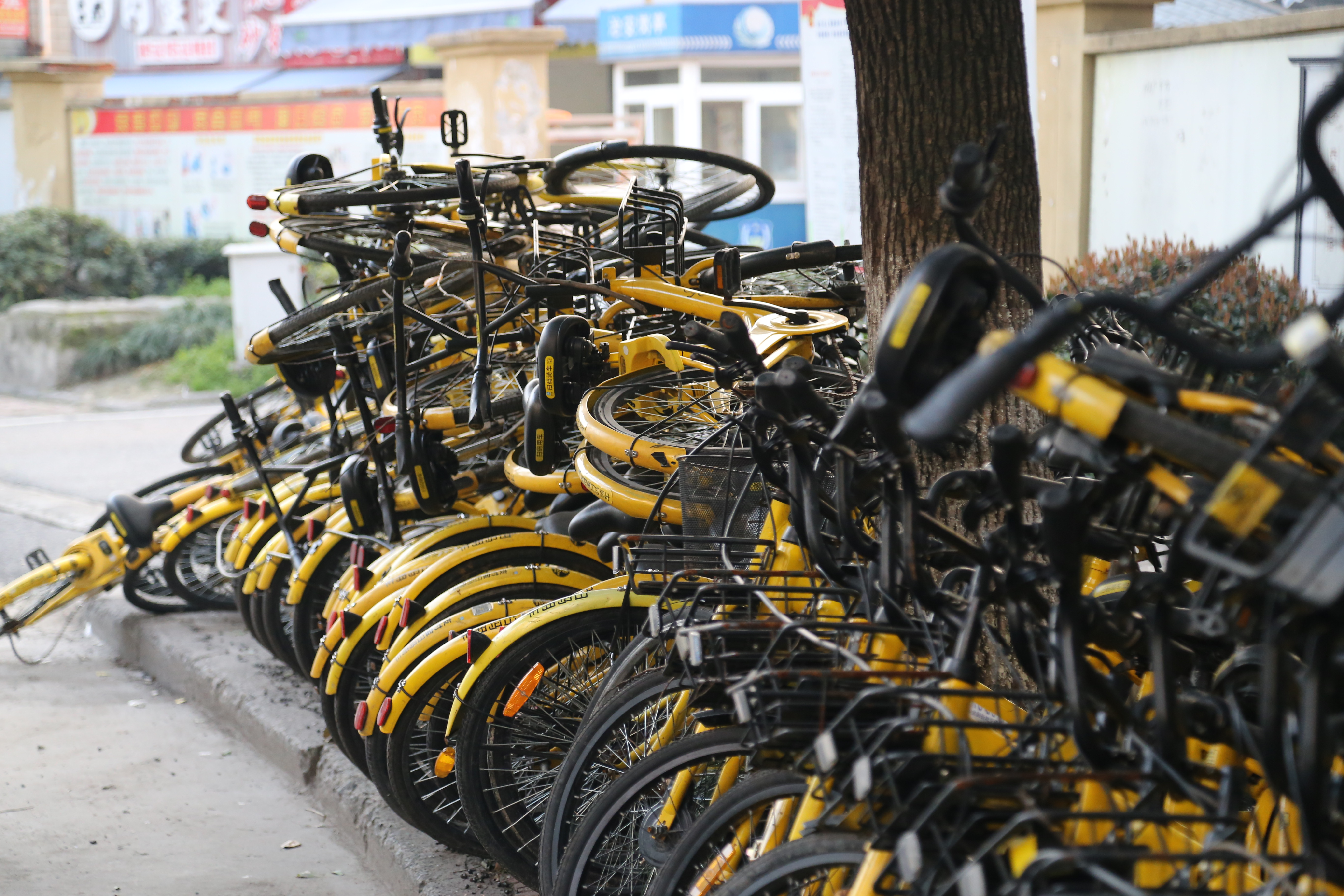
损坏的ofo单车堆积如山

在获得了巨额投资之后，ofo的运营采用了车海战术，在多地加大了投放力度。但由于管理未能跟进，且ofo自行车没有桩基或电子围栏限制，自行车过多挤占人行道、盲道等公共空间，随意停放的ofo单车给盲人以及需要靠轮椅行动的残疾人士带来巨大危险与困难，导致行人“找路难”，交通违规现象增加，引起了民众不满和管理部门的重视。ofo在部分城市被清退。北京、上海、深圳、杭州等地相继出台《共享单车指导意见》，进一步限制其自行车尤其是机械锁自行车的投放。ofo之類共享单车被投放到大中城市后，城市交通违规现象增加，占用机动车道的现象比比皆是。斑马线上骑行、逆行和占用机动车道成为ofo等共享单车交通违法的“三宗罪”。
由于ofo等共享单车的混乱停放造成不便，并且ofo的运营管理与车辆总数不相匹配，而造成物业管理人员的额外负担。在其投放的城市，有部分市政设施、景区、机关单位和小区禁止共享单车进入大门。

ofo投入国外后，由于社会负面效应，而遭到一些国外城市社区反感，也有被许多城市清退 。

### 产生废弃车辆

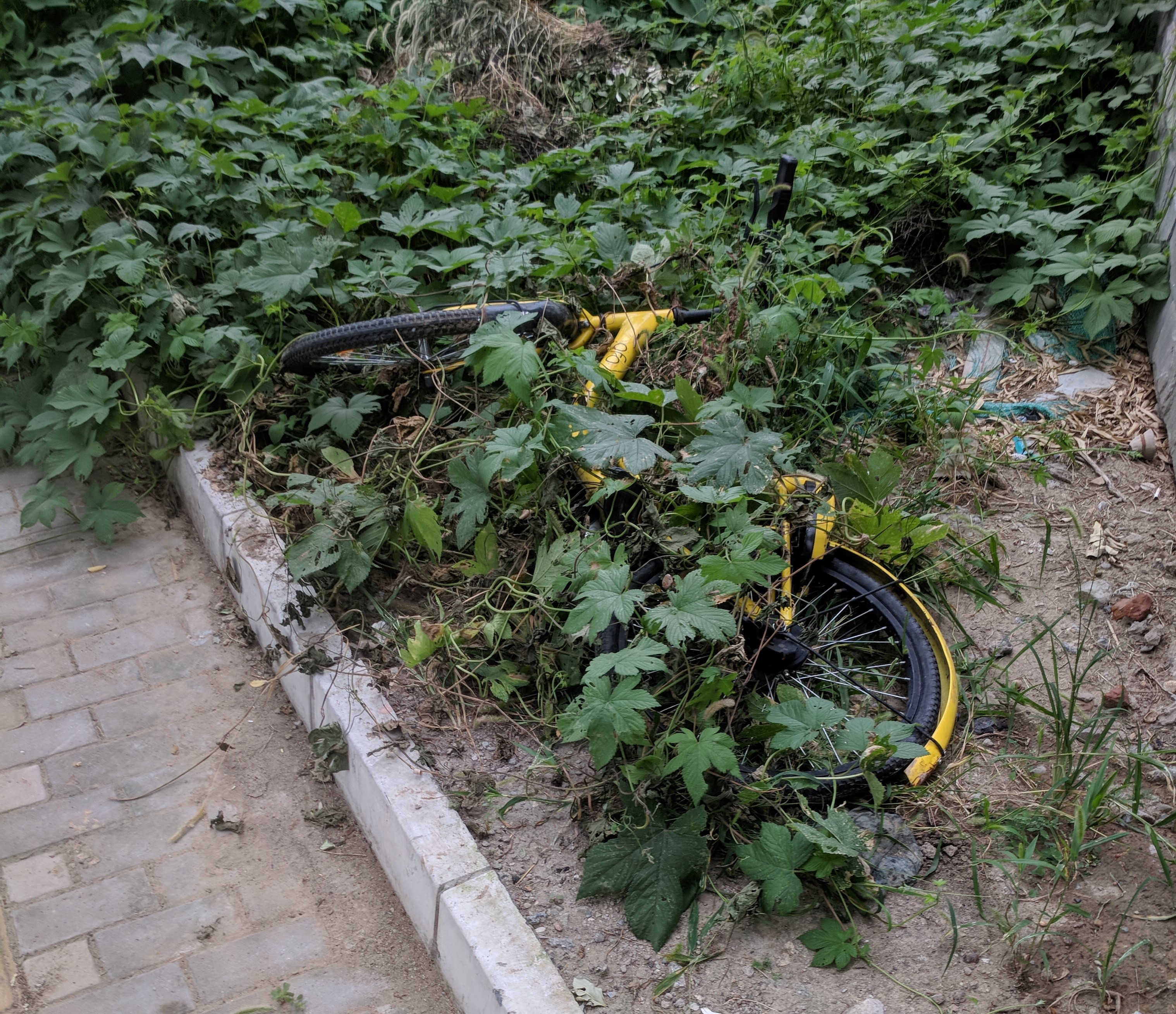
小黄车被随意丢弃在路边的草丛中

由于ofo单车的價格低廉，以及早期的ofo自行车均采用固定密码的机械锁，易被破解和损坏且无法被监控到。这使得ofo的损坏、丢失率远高于其他品牌共享单车。此外，“僵尸车”、“报废车”在城市街头随处可见。如何处置这些垃圾成山的“街头废钢”成为社会的一个新问题。
由于ofo的高损坏率事实，“ofo”的读音又类似于英文Awful，坊间流传有“Awful”的绰号。

### 車鎖不嚴
ofo的车锁被曝不付费就可以“容易打开”，甚至儿童都可以轻易打开。2017年3月26日，一位未满12周岁的上海儿童因骑ofo单车被大客车碾压死亡，引发社会关注。後ofo被判賠償兒童家屬6.7萬餘元。
为了减少损坏率和机械锁破解问题，ofo将原有自行车上的机械锁更换为电子锁，同时增设警告标志，然而电子锁也被曝出“并不智能”，且寿命较短。

### 消費用家權益

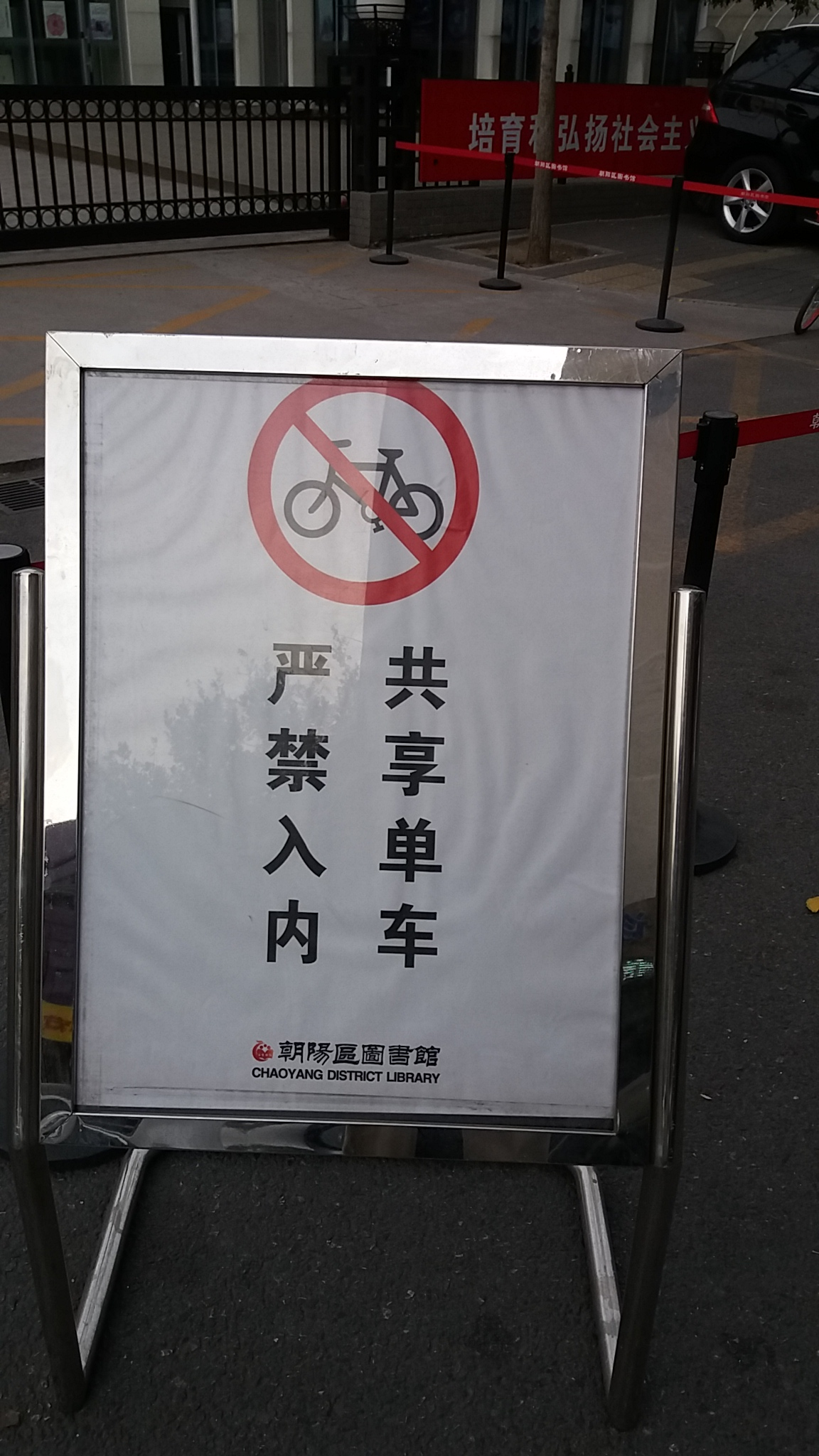
北京市朝阳区图书馆门前禁止共享单车入内的提示板

#### 收費標準爭議
ofo计费系统有时会对用户重复扣钱，或是车锁未开却收取费用。

2018年6月16日起，ofo的计费系统更改，新的计费标准比原计费标准提高2~4倍，成为共享单车业内收费最高的商家，被用户指有变相涨价的嫌疑。

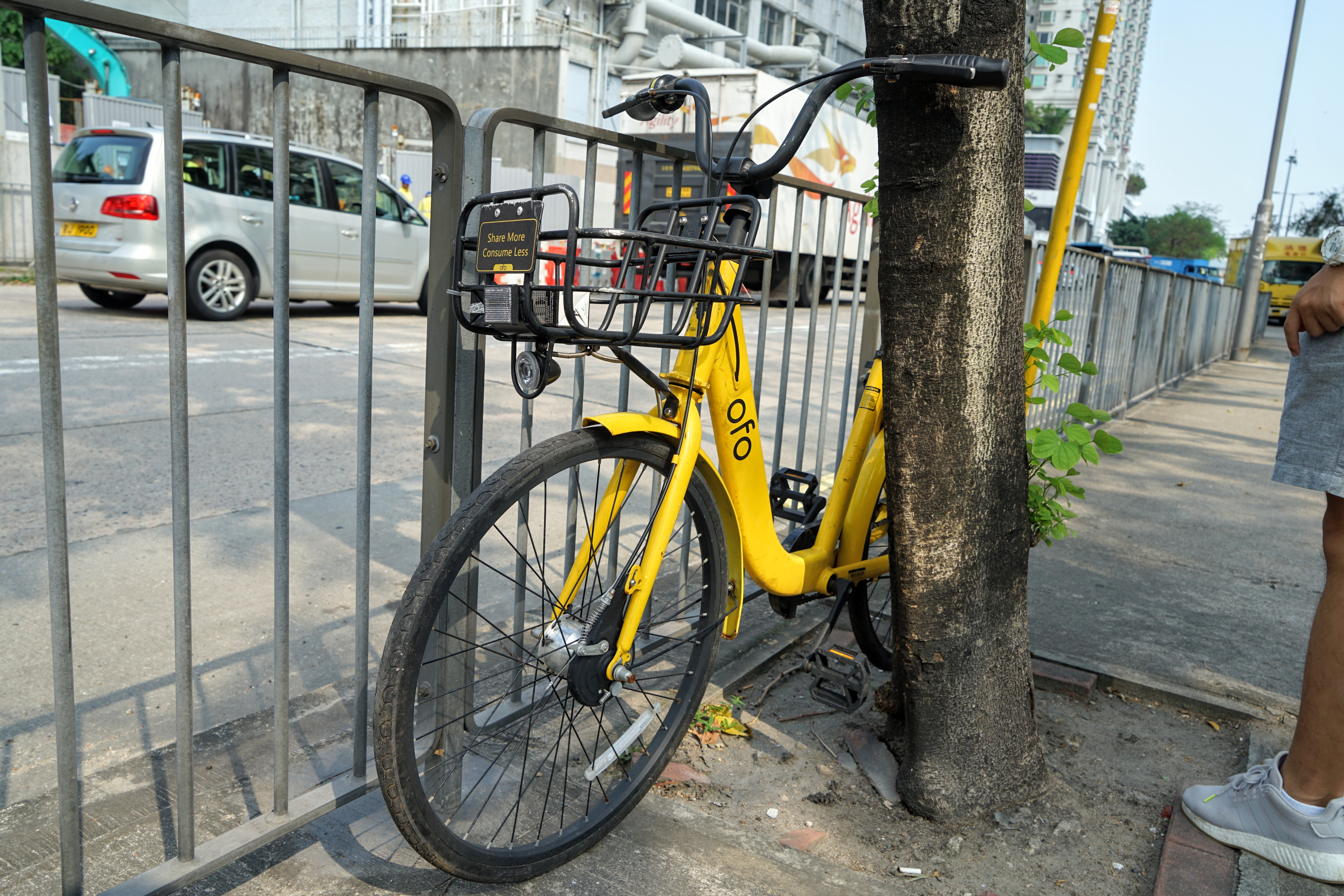
香港九龍附近一輛被廢棄的OFO共享單車

有用户投诉ofo押金充值或退款时会被诱导利用押金金额办理红包年卡或是P2P理财。OFO公司以红包年卡购买和使用规则和产生红包收益为由拒绝退还用户。有效期一年的红包年卡价格99元。ofo公司拒绝退还红包年卡余额违反了《中华人民共和国消费者权益保护法》第五十三条规定，经营者以预收款方式提供商品或者服务的，应当按照约定提供。未按照约定提供的，应当按照消费者的要求履行约定或者退回预付款；并应当承担预付款的利息、消费者必须支付的合理费用。此外，ofo公司也违反了《上海市单用途预付消费卡管理规定》，该规定明确了主管部门，并对单用途卡管理所涉及的信息对接、风险警示、信用治理等明确了一整套监管制度。
2019年11月尾，多名消费者投诉指ofo存在广告促销误导消费、服务欺诈、欺骗消费者等问题。据指ofo推出的天天返钱活动宣称“快速退款不用排队”等，误导、欺骗轮候退款过长而焦急的用户转被欠金为消费返现金。根据ofo小黄车官网的介绍，用户在客户端内购买商品，订单完成后，就可以获得返现金额，一旦累计返现达到一定额度，用户就可以提现。该行为被称作“套路还押金”。同日亦被爆出ofo办公地点成谜，未知是否跑路。

#### 诈骗风险
一些不法分子利用ofo小黄车二维码和平台系统进行诈骗，偷換了連接詐騙軟件的二维码，對電腦網路較外行的人可能不察手機的異狀而中招，曾有因扫描ofo的二维码或是在办理退款手续中被诈骗钱财的事件。

#### 造假与贪污
ofo被爆有数据造假、公关造假、融资造假、市场份额造假、客服造假（客服电话打不通）、技术造假、城市数量造假等缺乏社会责任的造假行为。此外还存在欺诈误导消费者的行为。
此外，拥有大额订单采购权的ofo负责人是自行车制造商争抢的对象。为拿大单，制造商一般提供2-3个点的回扣。这种中间吃回扣已经成为行业的“潜规则”。ofo高管曾一度被卷入贪腐门事件，不过ofo对贪污指控予以否认。

## 相關
- 公共自行车
- oBike (臺灣)
- 摩拜单车
- 哈罗单车